# Philip Hampton
Philip Hampton (* 5. Oktober 1953) ist ein britischer Bankier und Manager.

## Leben
Hampton studierte am Lincoln College in Oxford. Nach seinem Studium war er ab 1975 zunächst beim britischen Beratungsunternehmen Coopers & Lybrand, aus dem später PricewaterhouseCoopers entstand, tätig und arbeitete in London und Westafrika. 1980/1981 studierte er an der Insead. Danach war er neun Jahre für das US-amerikanische Unternehmen Lazard tätig und arbeitete in New York City und Paris. Weitere berufliche Stationen führten ihn danach als Finanzdirektor zu den britischen Unternehmen British Steel (von 1990 bis 1995), British Gas (von 1995 bis 1997), BG Group (von 1997 bis 2000), British Telecom (von 2000 bis 2002) und Lloyds TSB (von 2002 bis 2004). Von 2004 bis 2009 war er Vorsitzender des britischen Unternehmens J Sainsbury.
Von 2009 bis August 2014 leitete Hampton als Vorsitzender die schottische Royal Bank of Scotland, wo es 2011/2012 zu Streitigkeiten bezüglich der Bonuszahlungen für die leitenden Manager kam. Seit Januar 2015 war Hampton bei GlaxoSmithKline tätig, zunächst als Mitglied im Aufsichtsrat und seit dem 7. Mai 2015 als Vorsitzender des Aufsichtsrats.
Hampton wohnt mit seiner Familie in East Horsley, Surrey.